# Số 1 (báo Nhân Dân)

Trang đầu của số báo.

Số 1 là số báo đầu tiên của báo Nhân Dân, phát hành lần đầu tại Chiến khu Việt Bắc vào ngày 11 tháng 3 năm 1951. Đây là số báo đánh dấu cho sự ra đời và phát triển của Nhân Dân về sau này.

## Bối cảnh
Từ ngày 11 đến 19 tháng 2 năm 1951, Đại hội Đảng Cộng sản Việt Nam lần thứ II đã được tổ chức tại xã Vinh Quang (nay là xã Kim Bình), huyện Chiêm Hoá, tỉnh Tuyên Quang. Trong đó, Đại hội thông qua Nghị quyết xuất bản báo Nhân Dân, cơ quan trung ương của Đảng Lao động Việt Nam, thay thế cho tờ Sự Thật được ấn hành lần đầu vào cuối năm 1945. Trước thời điểm trên, Tố Hữu và Hoàng Tùng được Trường Chinh giao nhiệm vụ xây dựng kế hoạch ra mắt tờ báo mới. Một số cán bộ chủ chốt công tác tại tòa soạn báo Sự Thật, bộ phận quản trị và Nhà in Lê Hồng Phong của tờ báo cũng tham gia vào công việc chuẩn bị.
Ban đầu, báo Nhân Dân chỉ được phát hành định kỳ hàng tuần vì hoạt động dưới thời chiến, với đối tượng độc giả chính là đảng viên và quần chúng nhân dân yêu nước. Ban Biên tập đầu tiên của báo có tám người, được thành lập theo Nghị quyết số 26-NQ-TW của Bộ Chính trị, trong đó năm người là Ủy viên Bộ Chính trị và Ban Bí thư Trung ương Đảng gồm Trường Chinh (chủ nhiệm của tờ báo), Phạm Văn Đồng, Hoàng Quốc Việt, Nguyễn Chí Thanh, Lê Văn Lương và những người còn lại là Trần Quang Huy (thư ký Ban Biên tập), Hà Xuân Trường và Quang Đạm. Trong số đội ngũ cán bộ còn có các nhà thơ, nhà báo như Tố Hữu, Hoàng Tùng, Thép Mới,... Một số cây bút hoạt động từ những phong trào sáng tác của các đơn vị cũng được tuyển về làm việc cho tờ báo.

## Ra đời

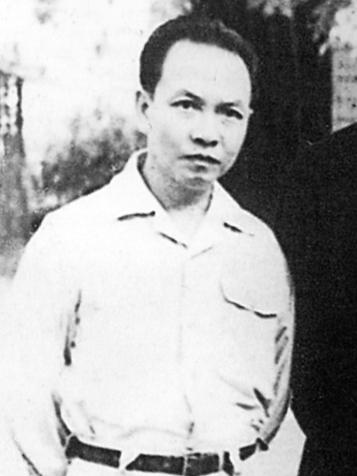
Trường Chinh là chủ nhiệm của báo Nhân Dân khi mới ra đời. Ông đã cùng Tố Hữu lên kế hoạch cho việc phát hành số đầu tiên của tờ báo sau khi Đại hội kết thúc.

Sau khi Đại hội bế mạc, Trường Chinh và Tố Hữu, khi đó là Ủy viên dự khuyết Trung ương Đảng, đã cùng nhau họp bàn phát hành số báo đầu tiên của Nhân Dân. Nơi họp bàn công việc cho sự ra đời của số báo là tại một cái rẫy cạnh địa điểm họp Đại hội, với bàn ghế là thân cây gỗ của người dân địa phương. Giúp việc cho hai người là nhà văn Thép Mới, lúc này đang là phóng viên báo chí tác nghiệp ở Đại hội. Phan Nghiêm, phóng viên điện ảnh tại Đại hội, cũng đã quyết định ghi hình lại cảnh hai người trực tiếp biên tập số báo đầu tiên của tờ báo dài bảy phút, sau này được tách riêng và nằm trong bộ phim tài liệu nói về Đại hội lần thứ II của Đảng.
Nhà in Lê Hồng Phong được coi là nơi in và phát hành số đầu tiên của báo Nhân Dân; sau này, nhà in đã trở thành một di tích lịch sử cấp Quốc gia tại xã Quy Kỳ, huyện Định Hóa, Thái Nguyên. Tuy nhiên, một số nguồn khác lại cho rằng nhà in Việt Hưng mới là nơi đầu tiên in số báo. Do máy in của nhà in Lê Hồng Phong, từng là nơi in báo Sự Thật, chỉ in được ở khổ nhỏ và công suất yếu, cộng thêm việc nhà in nằm sâu trong rừng nên không tiện cho việc vận chuyển vật liệu và phát hành. Vì lý do này, Trung ương đã quyết định xây dựng một nhà in với quy mô lớn hơn dưới chân Đèo Khế, xã Văn Lãng, huyện Đại Từ, tỉnh Thái Nguyên, hoạt động chủ yếu để in tờ báo. Máy và vật tư được chuyển từ Chiêm Hóa xuống.
Cuộc họp quyết định ra mắt số 1 báo Nhân Dân đã được thống nhất xuất bản ngày 11 tháng 3 năm 1951, chỉ một tháng sau khi đại hội chính thức khai mạc. Tất cả những bài, tin, tranh minh họa đều được Trường Chinh và Tố Hữu đọc lại một lượt, sau đó cho ý kiến cụ thể về cách trình bày các trang báo, rồi giao Thép Mới nhiệm vụ trực tiếp mang bản thảo đến nhà in. Hai người cũng quyết định sẽ đưa tên Hoàng Tùng lên mặt báo số đầu tiên với tư cách là Tổng Biên tập, ghi tại trang cuối của số báo. Họa sĩ Nguyễn Đỗ Cung là người đảm nhận việc thiết kế trang báo. Trong quá trình di chuyển về tòa soạn, Thép Mới đã phải đi mất một ngày rưỡi đường rừng và vòng sau lưng dãy núi Hồng. Khi đến nơi, ông trình bày bản thảo với Hoàng Tùng. Ngay tối hôm đó Hoàng Tùng duyệt lại toàn bộ bản thảo số báo và dặn dò thêm Thép Mới một số ý kiến về việc in ấn, xuất bản, phát hành. Sáng hôm sau, Thép Mới đã mang toàn bộ số báo này đến nhà in để in. Vào ngày 11 tháng 3 năm 1951, số báo đầu tiên của Nhân Dân phát hành tại Chiến khu Việt Bắc, với gần hai vạn bản được in ra dưới chất liệu chính là giấy giang, nứa của xưởng giấy Hoàn Tiến ở Tuyên Quang cung cấp, có độ dài 6 trang. Mỗi tờ báo có giá 80 đồng. Các chiến sĩ quân bưu là người phụ trách việc vận chuyển số báo đến Mặt trận Đường số 18 bên dòng sông Bạch Đằng đến tay các chiến sĩ trước giờ mở màn Chiến dịch Hoàng Hoa Thám theo chỉ đạo của Bộ chỉ huy chiến dịch.

## Nội dung
Nội dung số đầu tiên của báo dành toàn bộ cho sự kiện Đại hội Đảng Cộng sản Việt Nam lần thứ II. Tên của tờ báo được in trên đầu trang với màu măng sét đỏ; chiếm phần lớn trang đầu báo là Tuyên ngôn Đảng Lao động Việt Nam. Bên cạnh phần nội dung này là ký họa chân dung Hồ Chí Minh do họa sĩ Lê Minh Hiền vẽ tại Đại hội, là hình minh họa cho bài chính luận của Trường Chinh "Hồ Chủ tịch, người sáng lập, rèn luyện và lãnh đạo Đảng ta"; đây cũng là lần đầu tiên Hồ Chí Minh được công khai giới thiệu với tư cách là lãnh đạo của Đảng Lao động Việt Nam. Các trang trong đăng báo cáo "Bàn về cách mạng Việt Nam" của Trường Chinh dưới tiêu đề: "Hoàn thành giải phóng dân tộc, phát triển dân chủ nhân dân tiến tới chủ nghĩa xã hội" và "Chính cương của Đảng Lao động Việt Nam". Một bài tường thuật tổng hợp về Đại hội của Thép Mới với nhan đề "Đại hội chúng ta" cũng được đưa vào số báo, trong đó giới thiệu những thông tin khái quát tiến trình Đại hội và ý nghĩa lịch sử của sự kiện. Bài báo này sau đó đã được Tố Hữu và Trường Chinh khuyến khích, hoan nghênh. Số báo còn có bài "Phong trào mua công trái" do Hồ Chí Minh viết dưới bút danh C.B; sau này, ông được ghi nhận khi đã viết hơn 700 bài cho tờ báo dưới bút danh C.B từ lúc tờ báo thành lập cho đến khi qua đời.
Số báo cũng đăng các bài khác bao gồm "Thư gửi nông dân thi đua canh tác" và "Ruộng rẫy là chiến trường, cuốc cày là vũ khí, nhà nông là chiến sĩ, hậu phương thi đua với tiền phương".

## Di sản
Số 1 của báo Nhân Dân là số báo đầu tiên đánh dấu cho sự ra đời và phát triển của tờ báo về sau này. Vào năm 1985, nhà báo Phan Quang, lúc đó còn là Tổng biên tập của tạp chí Người làm báo, đã phỏng vấn Thép Mới – nguyên Phó Tổng Biên tập báo Nhân Dân – về sự ra đời của số báo và viết thành một bài báo ngắn đăng trên tạp chí. Đến năm 2021, bài báo này được đăng lại trên Nhân Dân cuối tuần.
Các buổi lễ kỷ niệm tờ báo ra số đầu tiên được tổ chức 10 năm một lần bởi báo Nhân Dân và có sự tham gia của nhiều chính khách cùng các nhà báo trong nước. Nhân kỷ niệm 70 năm ngày Nhân Dân ra số đầu tiên, tổ chức tại Hà Nội, Tổng Bí thư Nguyễn Phú Trọng đã viết thư chúc mừng và sau đó được Chủ tịch nước Nguyễn Xuân Phúc đọc lại. Cũng trong ngày kỷ niệm 48 năm sau khi báo xuất bản lần đầu, phiên bản báo điện tử ngôn ngữ tiếng Anh của tờ Nhân Dân đã được kích hoạt. Trong lễ kỷ niệm 60 năm ngày ra mắt số 1 của báo, báo Nhân Dân đã được trao tặng Huân chương Hồ Chí Minh lần thứ hai. Trước đó tờ báo từng được trao tặng Danh hiệu Anh hùng lực lượng vũ trang nhân dân dịp kỷ niệm 59 năm báo ra số đầu tiên. Một con tem đã được phát hành nhân dịp 50 năm ngày ra số 1 báo Nhân Dân. Một huân chương có tên "Vì sự nghiệp báo Nhân Dân" cũng được tạo ra trong dịp này để trao tặng cho những nhà báo có đóng góp cho sự phát triển của tờ báo.